# جريمة جميلة
جريمة جميلة هي رواية جريمة خيالية صدرت عام 2020 للكاتب والمحرر الأمريكي كريستوفر بولين. وهي رواية بولين الرابعة وقد كتبها عام 2018 أثناء إقامته في باريس. نُشرت الرواية لأول مرة في الولايات المتحدة بواسطة دار هاربر في 28 يناير 2020.
تتمحور القصة التي تدور أحداثها في مدينة البندقية حول الصديقين نيك برينك وكلاي غيلوري، اللذين يبيعان مجموعة موروثة من التحف الفضية المزورة إلى أحد معارفكلاي الأثرياء من ماضي يؤدي هذا إلى جرائم أكثر خطورة، حيث يحاول كلاي بيع عقار باهظ الثمن لا يملكه بالكامل، ويقتل نيك مُثَمِّن الفضة الذي هدد بكشف مخططهم الأولي. وصف بولين رواية جريمة جميلة بأنها أكثر رواياته شخصية حتى الآن، وعناصر الحبكة وخلفيات الشخصية مستوحاة من حياته الخاصة. تستكشف الرواية السياحة المفرطة وهجرة سُكان البندقية، والتقاطع بين الجشع والأخلاق والطبقة الاجتماعية.
وصلت رواية جريمة جميلة إلى نهائيات جائزة لوس أنجلوس تايمز للكتاب لعام 2020 في فئة الغموض/الإثارة. لقد تلقت استقبالًا نقديًا مختلفًا. أشاد المراجعون عمومًا بتصوير بولين لمدينة البندقية والعلاقات بين الشخصيات لكنهم اختلفوا حول فعالية وتيرة السرد. أجرى الكُتاب مقارنات مع روايات باتريشيا هايسميث ولا سيما السيد الموهوب ريبلي (1955).

## الحبكة
يصل نيك برينك وصديقه كلاي جيلوري إلى البندقية تاركين وراءهما حياتهما في مدينة نيويورك. التقيا لأول مرة قبل شهرين في حفل تأبين فريدي فان دير هار، صديق كلاي السابق الذي ترك له مجموعة من التحف الفضية ونصيبه من قصر البندقية. الملقب بـإيل دورميتوريو. بعد أن علم نيك وكلاي أن التحف مزيفة وضعا خطة لتسديد ديونهما عن طريق بيع القطع إلى ريتشارد ويست، وهو مغترب أمريكي ثري يمول مشاريع الحفاظ على التراث الثقافي في البندقية. قبل أربع سنوات بينما كان كلاي متدربًا في مجموعة بيجي جوجنهايم عمل أيضًا كمساعد شخصي لريتشارد. عندما فشل في الحصول على وظيفة دائمة في المتحف، شعر كلاي بالصدمة عندما علم أن ريتشارد كان مسؤولاً عن رفضه ومنذ ذلك الحين كان يحمل ضغينة ضده.
يلتقي نيك عمدًا بريتشارد ويتظاهر بأنه خبير مُثمن الفضة بينما يخفي علاقته مع كلاي. تمت دعوته إلى حفل عشاء في منزل ريتشارد، بعد بضعة أيام، أجرى نيك عملية مصادقة زائفة وأقنع ريتشارد بشراء الفضة مقابل 750 ألف دولار. يحتفل نيك وكلاي بصفقتهما الناجحة، لكن نيك يبدأ في القلق بشأن نفاد المال الذي حصلو عليه مع المدة ويضع خطة لبيع إيل دورميتوريو لريتشارد، الذي أراد منذ فترة طويلة دمجه مع منزله. يكون كلاي متردد لأن الملكية مملوكة جزئيًا لأخت فريدي المنفصلة سيسيليا، لكنه وافق في النهاية على المخطط وسافر إلى باريس لترتيب وثائق مزورة تحدد هويته باعتباره المالك الوحيد.

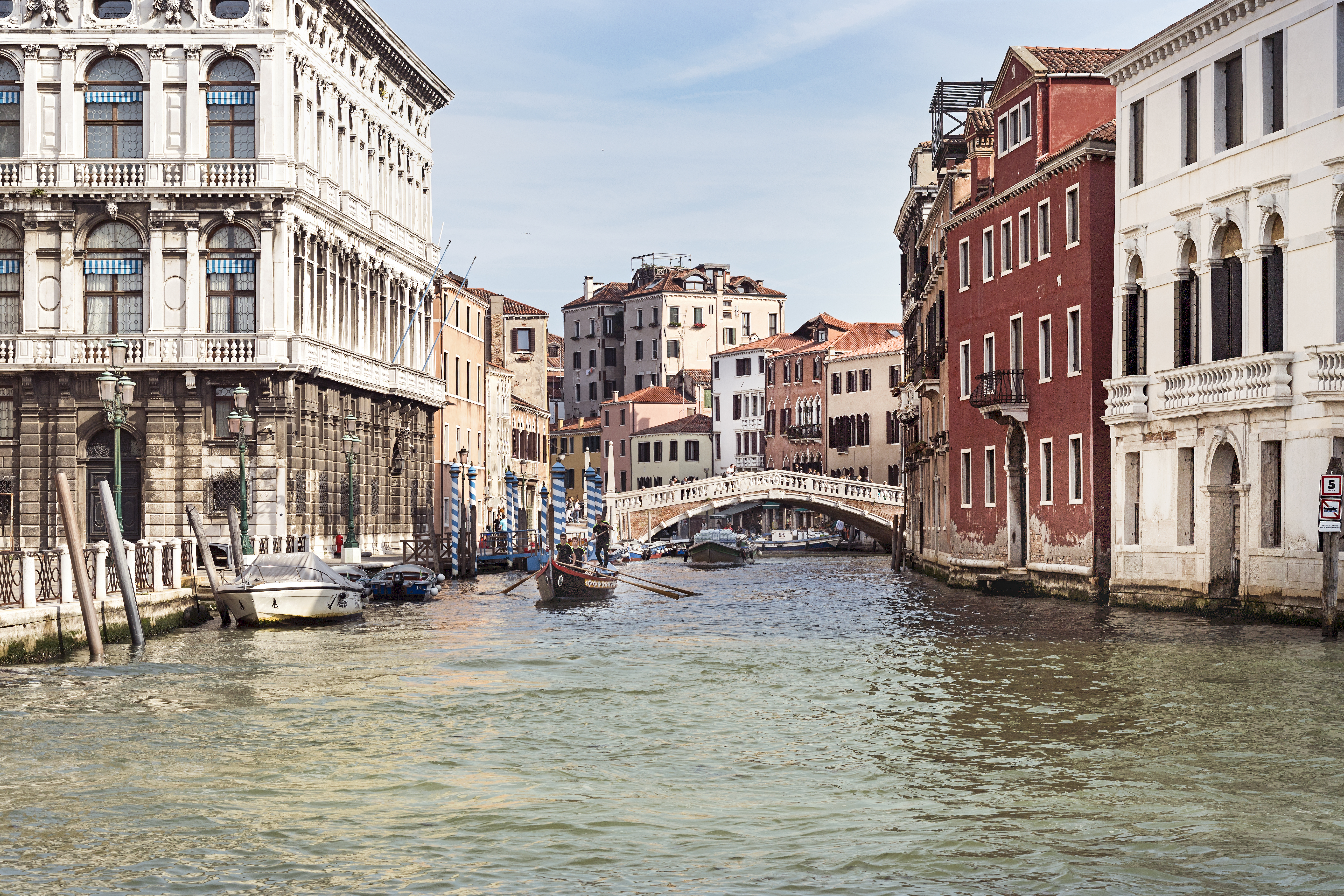
منطقة كاناريجيو، حيث يقع إيل دورميتوريو

يزور نيك ريتشارد مرة أخرى، على أمل إقناعه بإكمال شراء إيل دورميتوريو لكنه يشعر بالرعب عند رؤية دالاس هوكس، مثمن الفضة المتقاعد الذي دعاه ريتشارد لمشاهدة التحف التي اشتراها حديثًا. يكتشف دالاس على الفور عمليات التزوير ولكنه لا يخبر ريتشارد بشيء، ويهدد لاحقًا بالكشف عن عملية الاحتيال ما لم يمارس نيك الجنس معه في الفندق الذي يقيم فيه في تلك الليلة. يكون نيك مُجبر على الموافقة. بعد ذلك، يواصل دالاس ابتزاز نيك، ويصر على أنهم سيمارسون الجنس مرة أخرى في اليوم التالي ويطلب نصف أرباح عملية الاحتيال. يتبع نيك المذعور دالاس إلى مصعد الفندق، الذي هو قيد الإصلاح، ويدفعه باندفاع إلى أسفل عمود المصعد الفارغ. يموت دالاس بعد سقوطه ويهرب نيك من الفندق.
يوافق كلاي على بيع إيل دورميتوريو لريتشارد مقابل أربعة ملايين يورو. في طريقه إلى الاجتماع الأخير لإتمام الصفقة، أوقف مساعد ريتشارد باتيستا كلاي، الذي اكتشف أن ريتشارد كان يمول بشكل مجهول مشروعًا سياحيًا مخططًا له في المدينة. باتيستا، أحد المتظاهرين ضد التطوير، يُخبر كلاي بأن الاجتماع فخ؛ قام ريتشارد بالبحث عن سيسيليا واكتشف أن الوثائق مزورة، وأبلغ الشرطة.

## الخلفية وتاريخ النشر

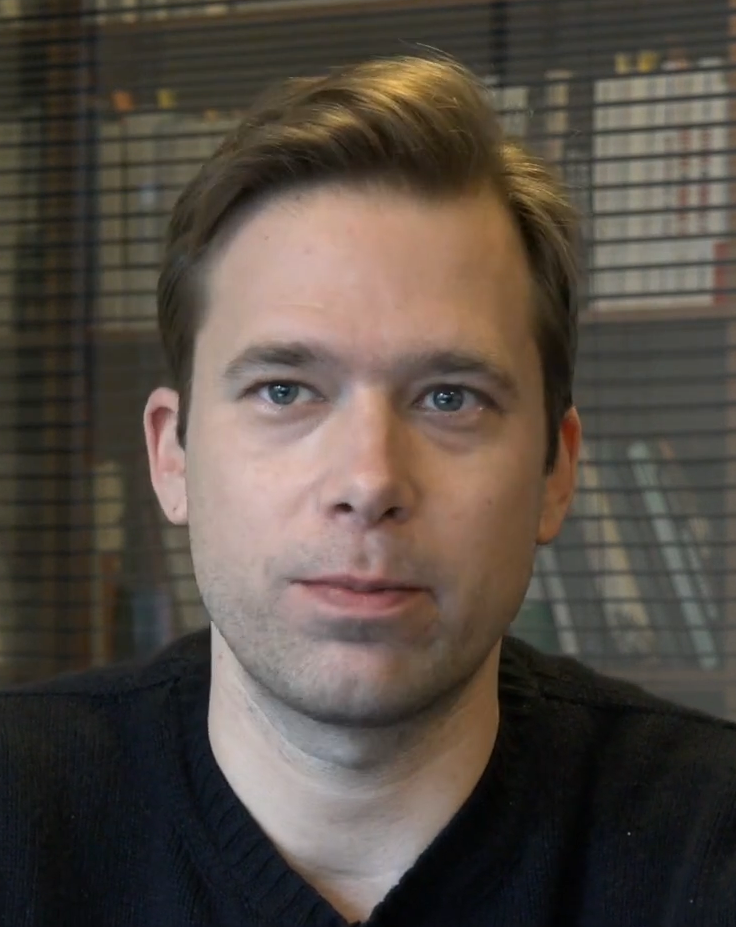
بولين في عام 2016

جريمة جميلة هي الرواية الرابعة لكريستوفر بولين بعد رواية الناس البرق (2011) وأورينت (2015) المدمرات (2017).   قام بولين بدمج جوانب من حياته في الحبكة والشخصيات. على سبيل المثال نشأ في ولاية أوهايو مثل كلاي، كان متدربًا في مجموعة بيجي جوجنهايم بعد تخرجه من الكلية.  
الشقة الفينيسية التي يقيم فيها نيك في الؤواية تشبه شقة بالقرب من كامبو سانتا مارغريتا حيث عاش بولين أثناء فترة تدريبه.  يعتمد جزئيًا على شخصية ديزي ميلر من رواية هنري جيمس التي تحمل نفس الاسم عام 1879. وبمقارنة الشخصيات، وصف بولين ديزي بأنه شخصية "جميلة ولكنه متهور ويقع في الخطر".  اختار بولين إبراز علاقة بين الأعراق بين نيك وهو أبيض وكلاي وهو أسود لتمثيل "رجلين أمريكيين بالكامل" ولتسليط الضوء على التنوع داخل مجتمع الميم.   شخصية فريدي فان دير هار الذي يُمثل الجيل الأكبر سنًا من الرجال المثليين الذين يعيشون في نيويورك، مستوحاة من المصور الأمريكي ديفيد أرمسترونغ وكان له دور أكثر بروزا في المسودة الأولى للرواية.  
وصف بولين جريمة جميلة باعتبارها أكثر رواياته المُفضلة لديه حتى الآن.  أهدى الكتاب لزميله الروائي إدموند وايت الذي وصفه بأنه "الشخص الذي أعجبت به حقًا والذي شق الطريق من أجلي"، مستشهدًا بجذورهما المشتركة في سينسيناتي وأعمال وايت في أدب المثليين. سبق أن أهدى وايت روايته شابنا التي صدرت عام 2016 لبولين.   في مقابلة مع مجلة فوغ إيطاليا، نسب بولين الفضل إلى توتو بيرغامو روسي، مدير منظمة غير ربحية للحفاظ على الثقافة في البندقية، في تعليمه عن الهندسة المعمارية في إيطاليا واللغة الإيطالية أثناء بحثه كتابة الرواية.  دير باريسي من القرن السابع عشر خلال إقامته في عام 2018؛ رحلة كلاي القصيرة إلى باريس في الرواية هي نتيجة وعد بولين للمنظمة الراعية له بوضع أحد فصول الكتاب في تلك المدينة.  
نُشرت الرواية في الولايات المتحدة بواسطة هاربر كطبعة غلاف مقوى مكونة من 400 صفحة في 28 يناير 2020.   نشرت هاربر برنيل النسخة ذات الغلاف الورقي في 12 يناير 2021  قام تيم بيج بأداء الكتاب الصوتي الذي مدته 11 ساعة والذي أصدرته هاربر أوديو. أشادت مراجعة أوديوفايل الصوتية بالمشاعر التي تنقلها رواية بيغ لكنها وصفت لهجاته للشخصيات الثانوية بأنها "غير متسقة". 

## المواضيع

### السياحة المفرطة

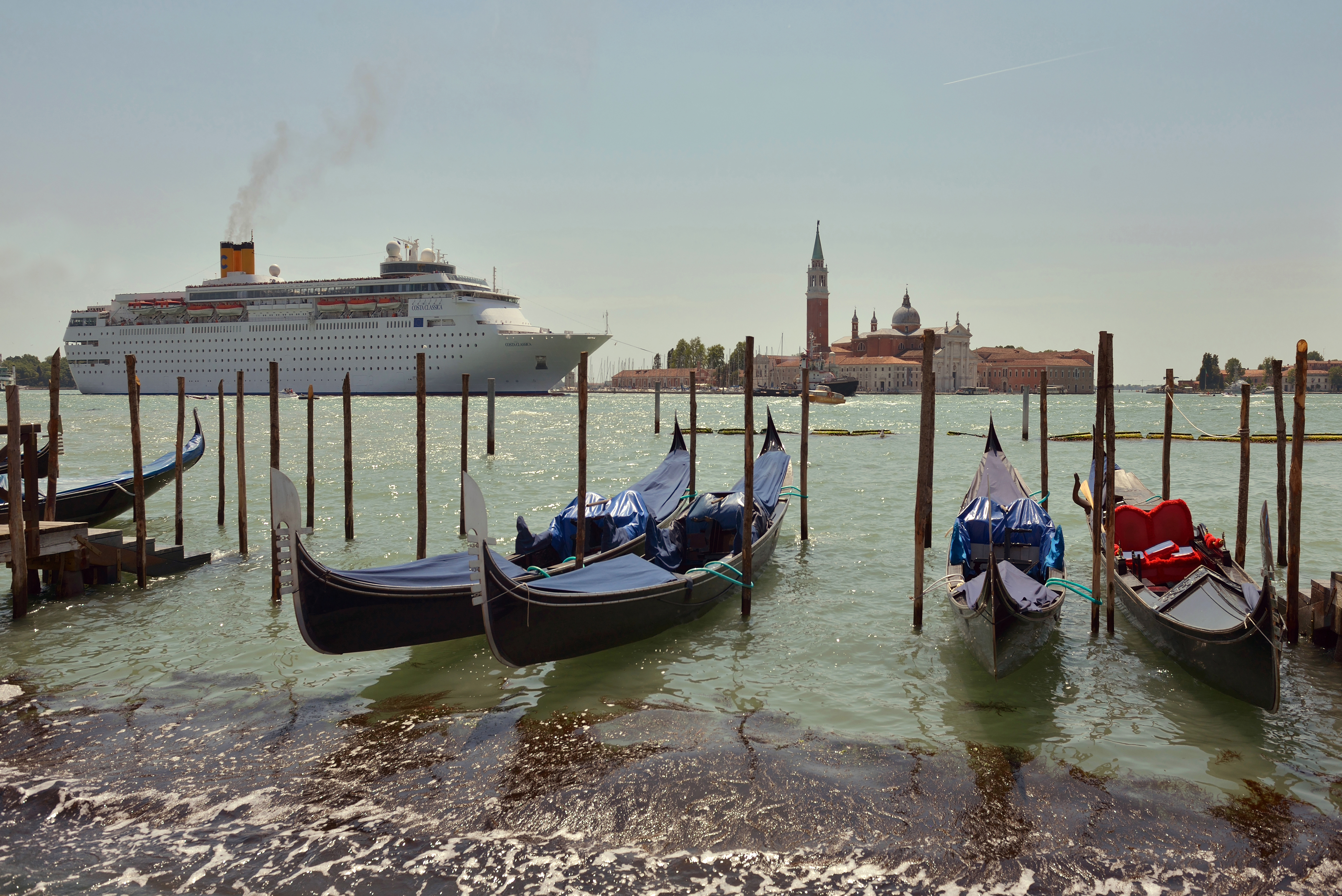
سفينة سياحية تمر بحوض سان ماركو في البندقية

البندقية هي وجهة شهيرة للسياح. في عام 2019، قُدر عدد زوار المدينة ب 25 مليون زائر سنويًا.  أفادت تحليلات السياحة المفرطة في البندقية عن آثار سلبية مثل الاكتظاظ، وانخفاض عدد المقيمين الدائمين الذي يتوافق مع ارتفاع إيجارات العطلات وإرتفاع النفايات.    كتب بولين، الذي دعا إلى حظر السُفن السياحية والتَّأجِي من إير بي إن بي في المدينة، في مقال لصحيفة ذا ديلي بيست أن رواية جريمة جميلة تُصور البندقية كمدينة في أزمة "عالقة في فكي سمكة قرش قوية".  
يستكشف الكتاب السياحة المفرطة في المدينة وانخفاض عدد سكانها، ويصور بشكل سلبي ارتفاع إيجارات إير بي إن بي في المدينة ويتضمن مشهدًا للسكان يحتجون على الاستثمارات الأجنبية ويهتفون " Mi non vado via mi resto! " ("لا أرحل، أنا أبقى!").   قال جون كوبنهافر، الذي يكتب لمؤسسة لامدا الأدبية إن الجريمة المركزية في الكتاب ليست مخططات نيك وكلاي بل "حصار البندقية من قبل السياحة والمطورين الأجانب"، وأن الغموض الأساسي للسرد هو هوية أولئك الذين يدمرون المدينة، مما يمثل تدمير رؤية وكلاي لمستقبلهم. 

### الجشع والأخلاق
خلال مُقابلة صحفية مع ذا ديترويرز، قال بولين إنه يريد إنشاء شخصيات مثلية "مُعقدة بطريقة مختلفة وجديدة" لعمله التالي.  على الرغم من تقديم نيك على أنه شخص ساحر وساذج من الغرب الأوسط، إلا أن جشعه يؤدي إلى عواقب وخيمة، بما في ذلك مقتل دالاس. وصف بريان أليساندرو من نيوزداي اختيار بولين لنيك وكلاي كمجرمين غامضين من الناحية الأخلاقية على أنه "انتزاع شخصيات مثلية من أحياء الضحية أو القداسة"، وأنهم مجبرون في النهاية على مواجهة عواقب أفعالهم.  حتى عندما يرتكب نيك وكلاي جرائم من أجل المال والانتقام، يصورهما في ضوء متعاطف. 
تتكرر قضايا الطبقة الاجتماعية طوال الرواية. مخطط نيك وكلاي لبيع المنتجات المزيفة لريتشارد متجذر في الرغبة في "الحراك الاجتماعي التصاعدي في هذا الوسط المادي".  في تعاملاتهم مع ريتشارد والشخصيات الأخرى وبعضهم البعض، يُسلط بولين الضوء على تأثيرات عدم المساواة الاجتماعية على قرارات الشخصيات وشعورهم بالهوية.   سعيًا لتحقيق الأمن المالي يسعى نيك وكلاي إلى إعادة اكتشاف نفسيهما في البندقية، على حساب أفعالهما الإجرامية. 

## الاستقبال

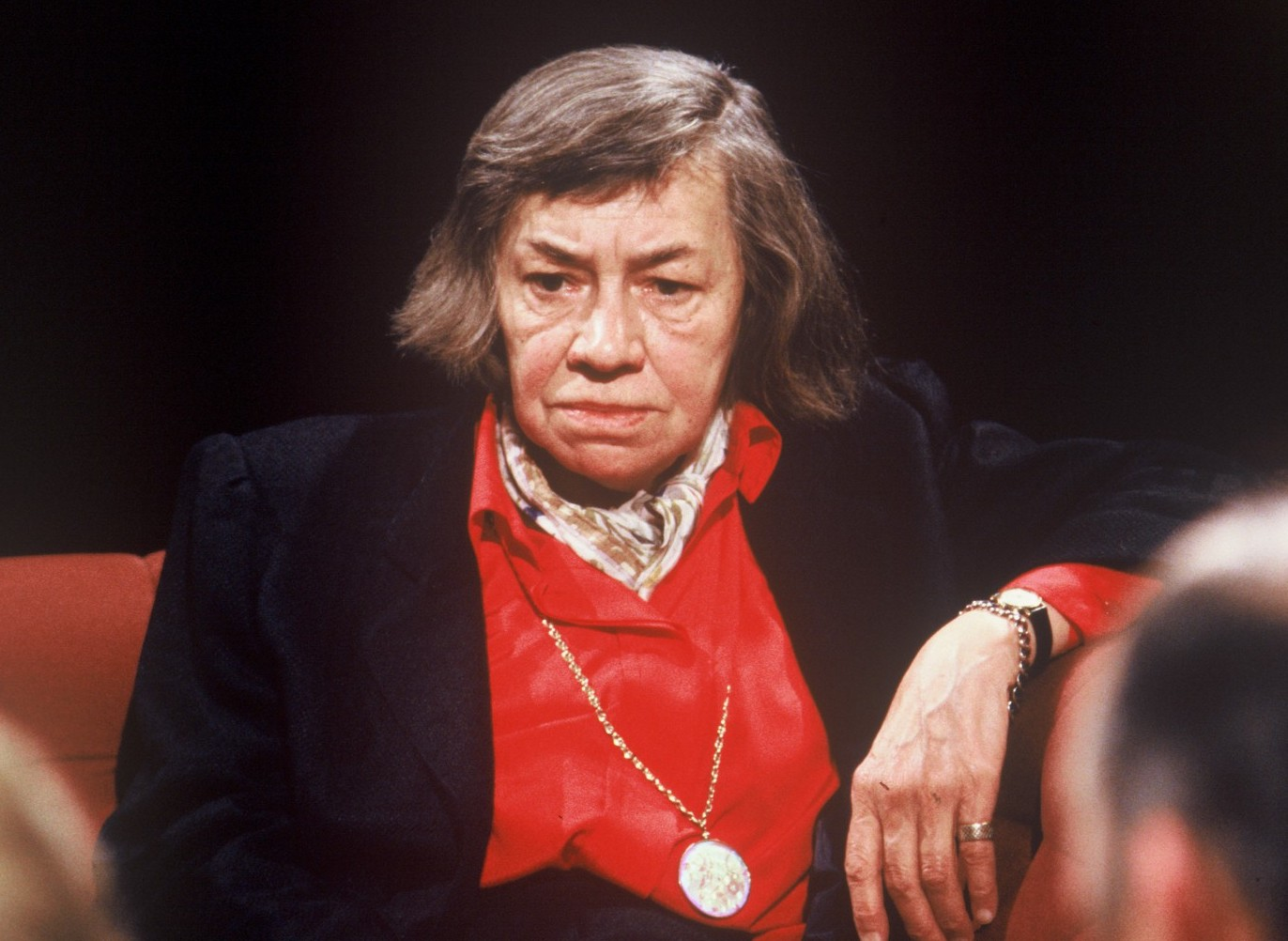
أُجرت مقارنات لرواية جريمة جميلة مع أعمال باتريشيا هايسميث (في الصورة عام 1988).

قارن النُقاد الأدبيون جريمة جميلة بروايات باتريشيا هايسميث - ولا سيما رواية السيد ريبلي الموهوب (1955) - مستشهدين بخصائص مماثلة مثل الأبطال الإجراميين والغموض الأخلاقي.   تمت مقارنة الكتاب أيضًا بأعمال آلان هولينجهيرست بما في ذلك روايته مكتبة حمام السباحة عام 1988.   كانت رواية جريمة جميلة  ضمن خمسة متأهلين للتصفيات النهائية لجائزة لوس أنجلوس تايمز للكتاب لعام 2020 في فئة الغموض/الإثارة وقد أدرجتها مجلة أوبرا كأحد أفضل 20 كتابًا لعام 2020  وصفت صحيفة نيويورك تايمز الرواية بأنها "رواية جريمة وإثارة أنيقة"،  وقد حصلت على تقييمات مميزة بنجمة في مجلة بابليشرز ويكلي ومراجعات كيركس وبوكباج.   
أشاد العديد من المراجعين بالتوصيف المتعاطف لأبطال بولين وفحصه لهوية كلاي السوداء في سياق العنصرية في مجتمع المثليين. وصف أليساندرو في مراجعته استكشاف الرواية لعلاقة نيك وكلاي، خاصةً عندما تختبر علاقتهما من خلال العقبات التي يواجهونها ، بأنها "صادقة عميقة".   وافق أحد المراجعين في مجلة بابليشرز ويكلي على أنه في حين أن الجريمة الاسمية هي محور الحبكة، فإن "القصة تكتسب قوتها من نظرتها إلى الرومانسية المثلية".  كما أشاد باتريك سوليفان الذي يكتب لمجلة المكتبة، بتصوير علاقات كلاي مع فريدي ونيك. 
وصف مايكل كارت من بوكليست الرواية بأنها "تسير بخطى بارعة ومخططة"،  لكن راندي روزنتال كتب في لوس أنجلوس ريفيو أوف بوكس أنها "لا تفتقر إلى الفن الأدبي فحسب، ولكنها تفتقر أيضًا إلى إثارة الإثارة".  انتقد روزنتال وتيرة بداية الرواية ووصفها بأنها بطيئة للغاية، وقال إن الحبكة والشخصيات واللغة ليست واقعية. لقد وجد الحبكة في النهاية أكثر جاذبية وأشاد بفحص بولين للسياحة المفرطة في البندقية.  في مراجعة لصحيفة واشنطن بوست شكك دينيس درابيل في تصوير بولين المتفائل لعلاقة نيك وكلاي في "العالم غير الصادق والوحشي الذي يسكنونه" لكنه أشاد بتشويق الرواية وتصويرها لمدينة البندقية.  كتبت كاثرين بي وايزمان من بوكريبورتر أن الشخصيات الثانوية مثل باتيستا ودالاس أكثر إثارة للاهتمام من نيك وكلاي لكنها أشادت بمستوى التشويق والمكان، ووصفت وصف بولين للبندقية بأنه "دقيق وبليغ". 

## الروابط الخارجية
- الموقع الرسمي